# گورستان سودشت
گورستان سودشت مربوط به عصر آهن است و در شهرستان رودسر، بخش رحیم آباد، دهستان اشکور علیا و سیارستاق ییلاقی، روستای گیری واقع شده و این اثر در تاریخ ۲۷ اسفند ۱۳۸۶ با شمارهٔ ثبت ۲۲۵۱۷ به‌عنوان یکی از آثار ملی ایران به ثبت رسیده است.